# Eleccions presidencials dels Estats Units de 2024
Les eleccions presidencials dels Estats Units de 2024 es van celebrar el 5 de novembre de 2024. Les eleccions determinen els electors del Col·legi Electoral dels Estats Units i aquest grup de delegats elegeix un nou president i vicepresident. El candidat del Partit Republicà, i guanyador de les eleccions fou l'expresident Donald Trump, mentre que l'aspirant del Partit Demòcrata fou Kamala Harris, després que Joe Biden renunciés a la reelecció el 21 de juliol.
Les eleccions arribaren després dels intents de Trump de revocar els resultats de les eleccions de 2020, i de l'atac al Capitoli dels Estats Units del 6 de gener de l'any següent. També després que Donald Trump esdevingués el primer president del país en ser condemnat, i del fet que fos objectiu de dos intents d'assassinat (el primer el 13 de juliol de 2024 a l'estat de Pensilvània, el segon el 15 de setembre a Florida).
En el paral·lel a les eleccions presidencials es van disputar els 435 escons de la Cambra de Representants i 34 dels 100 escons del Senat per determinar el 119è Congrés dels Estats Units. També es van disputar tretze governadors estatals i territorials i nombroses altres eleccions estatals i locals.
Trump va guanyar les eleccions presidencials i els republicans van tornar al Senat.

## Procediment
L'article dos de la Constitució dels Estats Units estableix que perquè una persona exerceixi com a president, l'individu ha de ser ciutadà nascut als Estats Units, tenir almenys 35 anys i haver estat resident als Estats Units durant almenys 14 anys. La Vint-i-dosena esmena prohibeix que qualsevol persona sigui elegida president més de dues vegades.
Els principals candidats dels partits cerquen la nominació mitjançant una sèrie d'eleccions primàries i caucus que seleccionen els delegats que trien el candidat a President a les convencions de nominació presidencials de cada partit, que també trien un company de candidatura a vicepresident, que sol triar el candidat a President i després és ratificat pels delegats a la convenció del partit.
Les eleccions generals se celebren el dimarts després dels primers dilluns del mes de novembre o el dimarts després del primer de novembre per sufragi indirecte, en les quals els electors voten per a una llista de membres del Col·legi Electoral que després elegeixen directament el president i el vicepresident.
El Col·legi Electoral dels Estats Units està format per 538 membres, repartits entre cada estat (i el districte de Colúmbia) segons l'últim cens. Cada circumscripció té com a mínim tres delegats al Col·legi electoral. Respecte el col·legi electoral de la dècada de 2010, sis estats han incrementat els escons a la Cambra: Colorado, Florida, Montana, Carolina del Nord i Oregon en van guanyar un, Texas en va guanyar dos, mentre que Califòrnia, Illinois, Michigan, Nova York, Ohio, Pennsilvània i Virgínia Occidental van perdre un seient cadascun.

## Candidats

### Partit Demòcrata
El 25 d'abril de 2023, el president Joe Biden va anunciar la seva precandidatura a la reelecció pel Partit Demòcrata, mantenint la vicepresidenta Kamala Harris com a companya de fórmula. Fins al superdimarts del 5 de març només Biden, Jason Palmer i Marianne Williamson van ser candidats importants per a la nominació presidencial demòcrata i el 12 de març de 2024, Biden es va convertir oficialment en el candidat demòcrata a la presidència.
L'actuació de Biden al primer debat el juny contra Donald Trump i els seus lapsus a cimera de l'OTAN de juliol van causar molt neguit als demòcrates, i es van qüestionar la viabilitat de Biden com a candidat, i alguns dels majors donants van congelar les donacions, per estudiar la viabilitat de Kamala Harris com alternativa, amb la temença que una possible onada republicana no només suposaria l'elecció de Trump, sinó que escombraria els demòcrates del poder al Congrés. i finalment la pressió del seu partit en va fer renunciar el 21 de juliol donant suport a Kamala Harris, a l'espera de que la convenció demòcrata escollís un nou candidat.
El 2 d'agost, però, dues setmanes abans de la celebració de la convenció demòcrata a Chicago del 19 al 22 d'agost, el partit demòcrata va iniciar una votació virtual en què Harris va aconseguir la majoria dels vots delegats, convertint-se oficialment en la candidata a la presidència el 5 d'agost. L'endemà Harris seleccionava Tim Walz com a candidat a la vicepresidència, completant així la candidatura demòcrata.
Finalment, un cop a Chicago, es va representar amb un discurs de Joe Biden el 19 d'agost el pas del relleu a Harrist, qui va tancar la convenció el 22 d'agost amb un parlament enèrgic en què va acceptar la nominació davant els membres del partit demòcrata.

### Partit Republicà
Una setmana després de les eleccions de mig mandat del 2022, l'expresident Donald Trump va anunciar a Mar-a-Lago que tornaria a presentar-se a la presidència el 2024. Als caucus d'Iowa del 15 de gener, Donald Trump va aconseguir una victòria contundent, amb Ron DeSantis superant per poc a Nikki Haley pel segon lloc i Vivek Ramaswamy en un llunyà quart. Després dels caucus d'Iowa, Ramaswamy i DeSantis van abandonar la carrera i van donar suport a Trump, deixant Trump i Haley com els únics candidats importants restants. Trump va derrotar Haley a les primàries de Nova Hampshire del 23 de gener, encara que amb un marge de victòria més petit que el que va aconseguir a Iowa, i la va derrotar de nou a les primàries de Carolina del Sud del 24 de febrer. Després de les aclaparadores victòries de Trump a tot el país el superdimarts, Haley va suspendre la seva campanya el 6 de març, després d'haver guanyat només Vermont i el Districte de Columbia.
El 13 de juliol de 2024 Donald Trump va rebre un tret a l'orella dreta mentre es trobava en un míting de campanya per les prop de Butler, Pennsilvània. L'autor dels trets fou Thomas Matthew Crooks, de 20 anys, que va disparar des d'un terrat fora del lloc de la concentració amb un rifle semiautomàtic, abans de ser abatut per un franctirador de l'equip de contraatac del Servei Secret. És el primer cop que un ex o actual president dels Estats Units resulta ferit en un intent d'assassinat des que el llavors president Ronald Reagan va ser disparat el 1981, i la primera vegada per a un candidat presidencial des de l'intent d'assassinat de George Wallace el 1972.
A la convenció republicana, Donald Trump va escollir J. D. Vance per acompanyar-lo com a candidat a vicepresident.

### Partit Llibertari
El 26 de maig el Partit Llibertari va escollir l'exsenador per Geòrgia Chase Oliver, que es va imposar a les opcions que proposaven donar suport al republicà Donald Trump o l'independent Robert F. Kennedy Jr.

### Altres candidats
Candidats de tercers i independents també han anunciat candidatures presidencials, entre ells Robert F. Kennedy Jr. i Cornel West. Alguns tercers partits establerts, com Jill Stein pel Partit Verd dels Estats Units, el Partit de la Solidaritat Americana, el Partit de la Prohibició, el Partit de la Constitució i el Partit pel Socialisme i l'Alliberament, han anunciat candidatures presidencials, mentre que el Partit Verd ha començat les seves primàries. Tot i que els candidats independents o de tercers solen tenir millors resultats en les enquestes d'opinió que en el rendiment electoral real, els candidats de tercers, a l'abril de 2024, tenen el pronòstic més elevat a les enquestes des de les xifres de les enquestes de Ross Perot en la dècada de 1990.

## Sondejos
Després del primer debat entre els dos principals candidats del 27 de juny, cap president en funcions tenia una puntuació d'aprovació tan baixa com la de Joe Biden des de la de George H. W. Bush, i cap president estava tan enrere en les enquestes des de la candidatura de Jimmy Carter a la reelecció.
| Enquestadora/Mitjà de comunicació | Data             | Mostra | % vot registrat per a Biden/P. Demòcrata | % vot registrat per a Trump/P. Republicà |
| --------------------------------- | ---------------- | ------ | ---------------------------------------- | ---------------------------------------- |
| Ipsos/Reuters                     | 7 a 13 maig 2024 | 2.144  | 46,0%                                    | 46,0%                                    |
| Ipsos/Reuters                     | 3 a 9 gener 2024 | 4.677  | 40,0%                                    | 38,0%                                    |
| Escrutini eleccions 2020          | 3 novembre 2020  |        | 51,31%                                   | 46,86%                                   |

### Intents d'asassinat de Donald Trump
El 13 de juliol de 2024, l'expresident dels Estats Units i candidat presidencial Donald Trump va rebre un tret a l'orella dreta mentre es trobava en un míting de campanya per les eleccions presidencials dels Estats Units de 2024 prop de Butler, Pennsilvània. L'autor dels trets fou Thomas Matthew Crooks, de 20 anys, que va disparar des d'un terrat fora del lloc de la concentració amb un rifle semiautomàtic, abans de ser abatut per un franctirador de l'equip de contraatac del Servei Secret. És el primer cop que un ex o actual president dels Estats Units resulta ferit en un intent d'assassinat des que el llavors president Ronald Reagan va ser disparat el 1981, i la primera vegada per a un candidat presidencial des de l'intent d'assassinat de George Wallace el 1972.
El 15 de setembre de 2024, els agents del servei secret van disparar contra un sospitós, identificat més tard com Ryan Wesley Routh, de 58 anys, que va ser vist amagat entre arbustos amb un rifle estil AK-47 al Trump International Golf Club de West Palm Beach, Florida. Routh va fugir de l'escena i més tard va ser detingut. L'incident va passar mentre l'expresident dels Estats Units Donald Trump jugava al golf al club. Els funcionaris creuen que l'home tenia la intenció de disparar a Trump. L'Oficina Federal d'Investigacions està investigant l'incident com un intent d'assassinat.

## Participació
Més de 150 milions de nord-americans van votar a les eleccions, dels quals es van emetre 87.797.494 vots per correu i en persona anticipats.

## Resultats
Per primera vegada en dues dècades, el candidat republicà va guanyar el vot popular. Donald Trump  va escombrar als set estats oscil·lants i va aconseguir la victòria en vot després de treure encara més vots a les zones rurals d'Amèrica que en les eleccions presidencials dels Estats Units de 2020, incloent els votants de raça negra d'aquests territoris, va fer avenços significatius en el segment dels votants llatins des del sud-oest fins al corredor Bos-Wash, i en les grans ciutats va reduir els tradicionalment grans marges demòcrates, i fins i tot en molts dels seus suburbis es va perdre el profund sentiment anti-Trump de 2020. Fins i tot els comtats universitaris més grans semblaven perdre el sentit d'urgència i indignació que van marcar els resultats del 2020. El mur blau i el cinturó del Sol es van enfonsar per als demòcrates.
Després d'haver guanyat anteriorment el 2016, Trump es va convertir en el segon president elegit per a un segon mandat no consecutiu, 132 anys després que Grover Cleveland derrotés Benjamin Harrison a les eleccions presidencials dels Estats Units de 1892. Trump, de 78 anys, també és la persona més gran que mai ha estat escollida president dels Estats Units. Harris va guanyar 226 vots electorals, el pitjor resultat demòcrata des de Michael Dukakis a les eleccions presidencials dels Estats Units de 1988.
| Eleccions presidencials dels Estats Units de 2024 | Eleccions presidencials dels Estats Units de 2024 | Eleccions presidencials dels Estats Units de 2024 | Eleccions presidencials dels Estats Units de 2024 | Eleccions presidencials dels Estats Units de 2024 | Eleccions presidencials dels Estats Units de 2024 | Eleccions presidencials dels Estats Units de 2024 | Eleccions presidencials dels Estats Units de 2024 |
| Partit                                            | Partit                                            | Candidat a president Candidat a vicepresident     | Vot popular                                       | %                                                 | Augment · Disminució                              | Vots electorals                                   | Augment · Disminució                              |
| ------------------------------------------------- | ------------------------------------------------- | ------------------------------------------------- | ------------------------------------------------- | ------------------------------------------------- | ------------------------------------------------- | ------------------------------------------------- | ------------------------------------------------- |
|                                                   | Republicà                                         | Donald Trump J. D. Vance                          | 74.913.805                                        | 50,23%                                            | 3,43%                                             | 312                                               | 69                                                |
|                                                   | Demòcrata                                         | Kamala Harris Tim Walz                            | 71.524.884                                        | 47,96%                                            | 3,34%                                             | 226                                               | 80                                                |
|                                                   | Verd                                              | Jill Stein Butch Ware                             | 714.454                                           | 0,48%                                             | 0,22%                                             | 0                                                 | =                                                 |
|                                                   | Independent                                       | Robert F. Kennedy Jr. Nicole Shanahan             | 691.208                                           | 0,46%                                             | N/D                                               | 0                                                 | N/D                                               |
|                                                   | Llibertari                                        | Chase Oliver Michael ter Maat                     | 612.676                                           | 0,41%                                             | 0,77%                                             | 0                                                 | =                                                 |
|                                                   | Altres                                            | Altres                                            | 688.939                                           | 0,46%                                             | 0,06%                                             | 0                                                 | =                                                 |
| No assignats                                      | No assignats                                      | No assignats                                      | No assignats                                      | No assignats                                      | No assignats                                      | 0                                                 |                                                   |
| Total                                             | Total                                             | Total                                             | 149.145.966                                       | 100%                                              | 100%                                              | 538                                               | 538                                               |
| Majoria necessària                                | Majoria necessària                                | Majoria necessària                                |                                                   |                                                   |                                                   | 270                                               | 270                                               |

## Conseqüències
Donald Trump, després d'haver guanyat Geòrgia, Pennsilvània i Carolina del Nord, i tenir avantatges a la resta d'estats decisius, i de matinada, quan només Fox News l'havia projectat com a guanyador, va declarar la seva victòria en vots i delegats a les eleccions. Kamala Harris va concedir la victòria l'endemà de les eleccions i el Congrés el va certificar com a guanyador el 6 de gener de 2025.
El partit republicà també van aconseguir el la majoria al Senat i el Congrés, aconseguint el control del legislatiu i l'executiu per primera vegada des les eleccions de 2016.